# بوليط أبيض
بوليط أبيض (الاسم العلمي:Boletus albus) هو نوع الفطريات يتبع جنس البوليط من الفصيلة البوليطية.